# Царство животных (фильм)
«Царство животных» или «По волчьим законам» (англ. Animal Kingdom) — австралийский криминальный триллер, выпущенный в 2010 году. Сценаристом и режиссёром фильма является Дэвид Мишо, в главных ролях снялись Бен Мендельсон, Джоэл Эдгертон, Гай Пирс и Джеки Уивер.
Фильм был выпущен в кинотеатрах, на DVD и на Blu-ray в 2010 году. Фильм был хорошо принят критиками.

## Съёмки
Режиссёра Дэвида Мишо интересовал преступный мир Мельбурна. Он написал сценарий под названием J. Working для Screen NSW Script Development. Его друг продюсер Лиз Уоттс увидела потенциал в сценарии, подтолкнула режиссёра переписать сценарий несколько раз и в конечном итоге спродюсировала ленту с бюджетом в 5 миллионов австралийских долларов от Screen Australia, Film Victoria, Screen NSW и Showtime Australia.
Фильм снимался в штате Виктория, в основном в Мельбурне. Сцена с похоронами была снята снаружи Церкви Матери Господней в районе Восточный Иванхо.

## Сюжет
Мотив этого криминального триллера о злостном преступном мельбурнском семействе был навеян семейством Петтингиллов и убийством полицейских на Уэлш-стрит, которое случилось в Мельбурне в 1988 году.

## В ролях
- Бен Мендельсон — Эндрю 'Поуп' Коуди
- Джеймс Фрешевиль — Джош Коуди
- Гай Пирс — сержант Натан Леки
- Люк Форд — Даррен Коуди
- Джеки Уивер — Жанин 'Смёрф' Коуди
- Салливан Стэплтон — Крэйг Коуди
- Джоэл Эдгертон — Барри 'Баз' Браун
- Дэн Уилли — адвокат Эзра Уайт
- Лора Уилрайт — Никки Генри

## Награды и номинации
- 2010 — Большой приз жюри кинофестиваля Сандэнс в категории «мировое кино — драма»[5]
- 2010 — 9 премий Австралийского киноинститута: лучший фильм (Лиз Уоттс), лучший режиссёр (Дэвид Мишо), лучший оригинальный сценарий (Дэвид Мишо), лучший актер (Бен Мендельсон), лучшая актриса (Джеки Уивер), лучший актер второго плана (Джоэл Эджертон), лучший монтаж (Люк Дулан), лучшая оригинальная музыка (Сэм Петти, Энтони Партос), приз читателей News Limited (Лиз Уоттс)
- 2010 — премия Национального совета кинокритиков США за лучшую женскую роль второго плана (Джеки Уивер)
- 2010 — приз за лучший сценарий Стокгольмского кинофестиваля (Дэвид Мишо)
- 2011 — номинация на премию «Оскар» за лучшую женскую роль второго плана (Джеки Уивер)
- 2011 — номинация на премию «Сатурн» за лучшую женскую роль второго плана (Джеки Уивер)
- 2011 — номинация на премию «Золотой глобус» за лучшую женскую роль второго плана (Джеки Уивер)
- 2011 — номинация на Премию британского независимого кино за лучший зарубежный независимый фильм